# Sultanaat Marokko
Het sultanaat Marokko was een staat in wat nu Marokko is en werd geregeerd door de Alaouitische dynastie vanaf de opkomst aan de macht in de jaren 1660 tot het Verdrag van Fez in 1912 toen Marokko een Frans protectoraat werd.
De Alaouitische dynastie, die nog steeds aan de macht is, komt uit de regio Tafilalt en kwam aan de macht na de val van het Saadi-sultanaat in de 17e eeuw. Sultan Rashid (aan de macht 1666-1672) was de eerste die controle over het hele land kreeg. De bloeitijd van het Sultanaat Marokko was tijdens het bewind van sultan Ismail Ibn Sharif, zijn troonopvolger, van 1672 tot 1727.
Na de dood van sultan Ismail Ibn Sharif beleefde Marokko een turbulente periode gekenmerkt door politieke instabiliteit onder het bewind van verschillende sultans. Onder sultan Mohammed ben Abdallah werd van 1757 tot 1790 de sterke macht van het sultanaat hersteld. In 1830 werd de situatie in de regio opnieuw onrustig, toen Frankrijk Algerije binnenviel en de verdeling van Afrika tussen de Europese machten begon.
De onafhankelijkheid van Marokko duurde tot 1912, toen het een Frans protectoraat werd. De Alaouitische sultans bleven de jure aan de macht, maar echte macht hadden ze niet. Marokko herwon zijn onafhankelijkheid in 1956 onder sultan Mohammed V. Een jaar later nam hij de titel van koning aan en werd Marokko een koninkrijk.